# In the Dark (série de televisão)
In the Dark é uma série de televisão de drama policial norte-americana, criada por Corinne Kingsbury para a The CW, que estreou como uma entrada no meio da temporada durante a temporada de televisão de 2018–19. Em 30 de janeiro de 2018, a The CW ordenou um piloto, com Michael Showalter definido para dirigir. Em maio de 2018, o programa recebeu um pedido de série. A série estreou em 4 de abril de 2019. Em abril de 2019, a série foi renovada para uma segunda temporada que estreou em 16 de abril de 2020. Em janeiro de 2020, a The CW renovou a série para uma terceira temporada. Em fevereiro de 2021, a The CW renovou a série para uma quarta temporada.

## Premissa
Uma mulher cega irreverente na casa dos vinte anos, Murphy, vagueia pela vida em uma névoa de embriaguez. Ela tem apenas dois amigos—Jess, sua compreensiva colega de quarto e Tyson, um traficante de drogas adolescente que a salvou de um assalto violento. Para passear com seu cão-guia, Pretzel, ela tropeça em um cadáver que deve ser de Tyson, mas ele desaparece antes que a polícia chegue. Quando eles não parecem dispostos a investigar, Murphy se apega à única coisa que pode mantê-la unida: descobrir o que aconteceu com sua amiga. Ela resolve resolver o assassinato sozinha, enquanto também administra sua vida amorosa colorida e o trabalho que ela odeia na "Guiding Hope", uma escola dirigida por seus pais para treinar cães-guia.

## Elenco e personagens

### Principal
- Perry Mattfeld como Murphy Mason, uma jovem cega, cuja personalidade introvertida e estilo de vida autodestrutivo a tornam hostil para a maioria das pessoas. Quando um amigo é assassinado, ela encontra um novo propósito ao tentar encontrar seu assassino.
- Rich Sommer como Dean Riley, um policial que simpatiza com Murphy desde que sua filha também é cega.
- Brooke Markham como Jess Damon, uma veterinária, colega de quarto e melhor amiga de Murphy. Ela também ajuda Murphy como cuidadora e enfermeira.
- Casey Deidrick como Max, proprietário de um food truck e sócio de Darnell, que se sente atraído por Murphy.
- Keston John como Darnell Parker, um líder de gangue local e primo de Tyson, que Murphy procura ajuda para encontrá-lo.
- Morgan Krantz como Felix Bell, colega de Murphy no trabalho.
- Thamela Mpumlwana como Tyson Parker, um adolescente que salvou Murphy de um assalto violento.
- Derek Webster como Hank Mason, o pai adotivo de Murphy e dono de uma escola de cães guias.
- Kathleen York como Joy Mason, mãe adotiva de Murphy. Ao contrário de Hank, ela aceita menos as más escolhas de vida de Murphy.

### Recorrente
- Humberly Gonzalez como Vanessa, namorada de Jess.
- Calle Walton como Chloe, a filha de Dean que também é cega.
- Saycon Sengbloh como Jules, parceira de Dean e interesse amoroso de Darnell.
- Lindsey Broad como Chelsea, amiga e balconista do bar que Murphy frequenta, e interesse amoroso de Dean.
- Pretzel, o fiel cachorro de Murphy, é interpretado por Levi.

## Produção

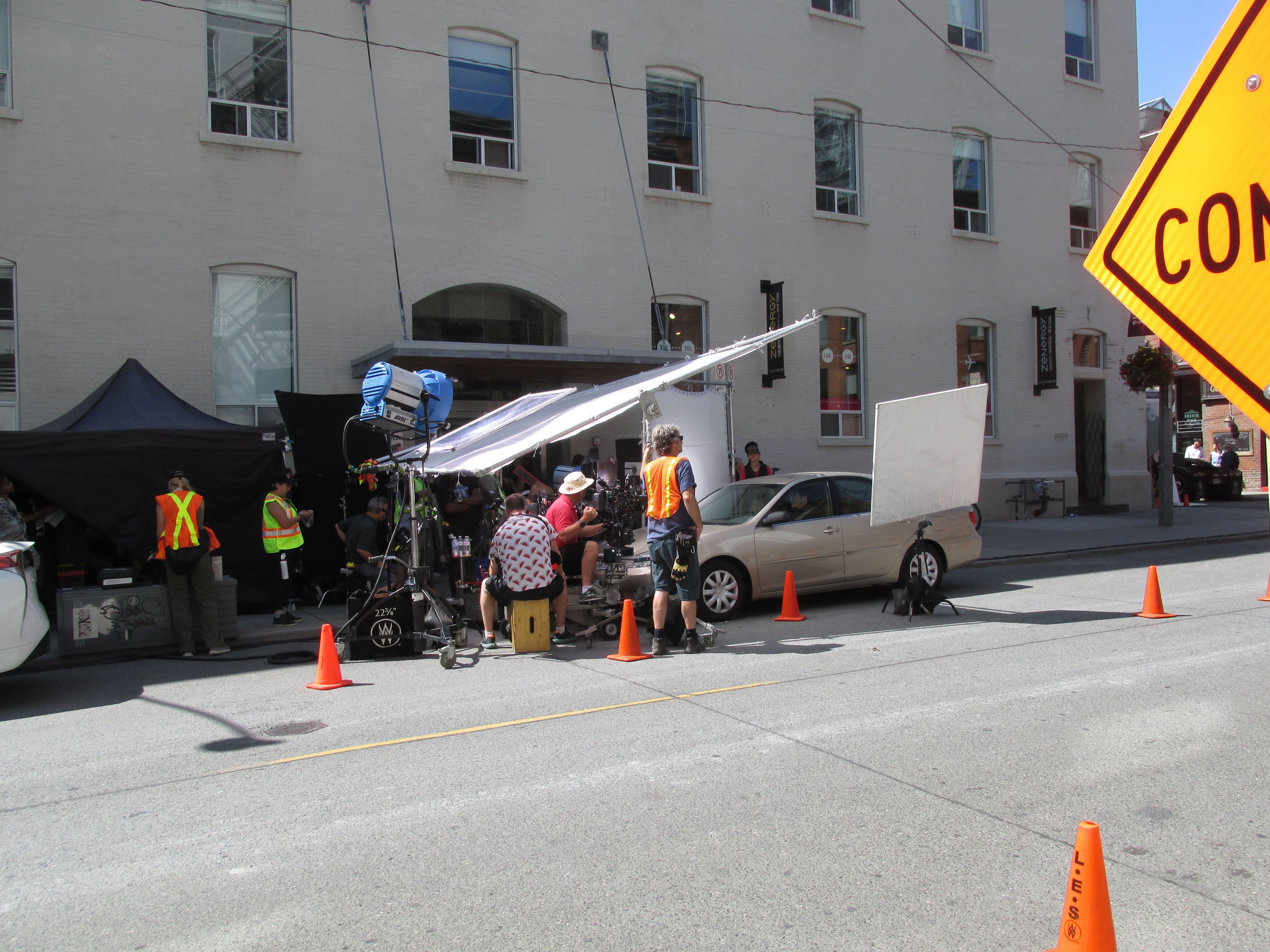
Filmagem de "In the Dark" em Toronto, Canadá.

### Desenvolvimento
A série foi criada por Corinne Kingsbury para a The CW, para estrear durante a temporada televisiva de 2018-19. Em 30 de janeiro de 2018, a CW ordenou oficialmente o piloto. A série recebeu o sinal verde em 11 de maio de 2018.
In the Dark é a primeira série do horário nobre da CW a ter audiodescrição. Em 10 de janeiro de 2019, a CW anunciou a estreia da série em 4 de abril às 21h00. Em 24 de abril de 2019, a CW renovou a série para uma segunda temporada.
Em entrevista, Perry Mattfeld, lembra da preparação que fez para interpretar uma personagem cega, com a consultora da série Lorri Bernson. Observando a rotina matinal de Lorri, como ela se preparava para dormir, escovava os dentes, cozinhava e chegou a usar o cão-guia dela. Segundo Perry a série é vagamente inspirada nas experiencias de Lorri. Dois dos roteirista da equipe de escritores da série são cegos e vários dos atores nas cenas com cães-guia são cegos usuários de cães-guia.
Levi o cachorro que interpreta o cachorro Pretzel, não é um cão-guia real, segundo a produção a decisão foi feita para não tirar um cão-guia que poderia estar ajudando uma pessoa que realmente precisa, além do fato que a necessidade de repetir e regravar várias cenas poderia confundir o treinamento de um cão guia certificado e que um cachorro de atuação já está acostumado.

### Escolha do elenco
Em 2 de março de 2018, foi anunciado que Perry Mattfeld havia sido escalado para o papel de Murphy no piloto da série, junto com Brooke Markham como Jess, colega de quarto e melhor amiga de Murphy, e Keston John como Darnell, um traficante de drogas local; Seguiu-se em 9 de março com Kathleen York como Joy, mãe de Murphy, e Derek Webster como Hank, o marido de Joy. Austin Nichols foi escalado como Dean, um policial com uma filha cega, em 12 de março. Em 16 de maio de 2018, The CW anunciou que o papel de Dean havia sido reformulado; com Nichols depois substituído por Rich Sommer em 13 de julho de 2018.

### Filmagens
A cinematografia do piloto começou em 12 de março de 2018 em Toronto no Canadá e finalizou em 28 de março. A filmagem da primeira temporada começou em 8 de agosto de 2018 e terminou em 21 de dezembro de 2018.

## Episódios

### Resumo
| Temporada | Temporada | Episódios | Episódios | Originalmente exibido | Originalmente exibido |
| Temporada | Temporada | Episódios | Episódios | Estreia da temporada  | Final da temporada    |
| --------- | --------- | --------- | --------- | --------------------- | --------------------- |
|           | 1         | 13        | 13        | 4 de abril de 2019    | 27 de junho de 2019   |
|           | 2         | 13        | 13        | 16 de abril de 2020   | 2020                  |
|           | 3         | TBA       | TBA       | 2021                  | TBA                   |

### Season 1 (2019)
| N.º | Título                    | Dirigido por      | Escrito por                 | Exibição original   | Audiência nos EUA (milhões) |
| --- | ------------------------- | ----------------- | --------------------------- | ------------------- | --------------------------- |
| 1 | "Pilot"                   | Michael Showalter | Corinne Kingsbury           | 4 de abril de 2019  | 0.87                        |
| Murphy, uma mulher cega anti-social de vinte e poucos anos vive uma vida relativamente sem incidentes cheia de encontros bêbadas, com apenas Tyson, um traficante adolescente que faz amizade com ela, para confiar. Uma noite, enquanto caminhava com seu cachorro, Murphy tropeça no que ela acredita ser o cadáver de Tyson, mas quando uma investigação policial não revela nada, ela se entra depressão, culminando em ser pega traindo com um homem casado, Bryant, e perdendo a bengala. Quando ela retorna ao antigo bairro de Tyson conhece Darnell, primo e fornecedor de Tyson que lhe diz que ele ainda está vivo. A esposa de Bryant, Gayle, cancela uma doação que ela fez para os pais de Murphy. Por culpa Murphy concorda em aceitar um emprego de recepcionista na escola de cães da família até que possa pagá-los. Irritada que ninguém acredita nela sobre Tyson, Murphy se encarrega de encontrá-lo e tem o GPS do telefone rastreado para que ela possa encontrá-lo. Ela notifica tanto Darnell quanto um policial amigo, Dean, mas ambos a desencorajam de investigações posteriores. A colega de quarto de Murphy, Jess, diz a ela que sabe que Murphy tentará resolver o caso de qualquer maneira.                           |                           |                   |                             |                     |                             |
| 2 | "Mommy Issues"            | Brian Dannelly    | Amy Turner                  | 11 de abril de 2019 | 0.72                        |
| Murphy incapaz de arquivar um relatório de pessoas desaparecidas para Tyson, decide contatar sua mãe pois ela pode fazê-lo. Ela também descobre que devido a contas não pagas seu médico não está disposto a tratar sua infecção urinária. Ao visitar Dean para uma atualização sobre o telefone, Murphy diz a Chloe que seu pai deveria pensar em namorar. Jess fica preocupada que Vanessa não a ame. Joy e Hank organizam um evento "barkery" para arrecadar dinheiro para a escola, que Joy espera que sua filha participe. Murphy vai a Darnell para ter o endereço, mas ele se recusa a dizer a ela. Chloe tenta juntar seu pai com Jade, uma prostituta que conheceu na delegacia. Jess compra um brinquedo sexual para melhorar seu relacionamento com Vanessa. Max leva Murphy para uma praia e depois lhe dá o endereço. Murphy vai até lá, visita o quarto de Tyson e depois diz à mãe a verdade. Dean entra em contato com Murphy e entrega a notícia de que o telefone de Tyson estava completamente limpo, eles agora podem avançar com seu caso. Max aparece e faz com que ela concorde em tomar uma bebida com ele. Jess encontra uma nova pista para Murphy seguir. Darnell diz a sua chefe preso, Nia, que ele vai lidar com Murphy. |                           |                   |                             |                     |                             |
| 3 | "The Big Break"           | Norman Buckley    | Lindsay Golder              | 18 de abril de 2019 | 0.64                        |
| Enquanto faz sexo, Murphy empurra Max quando ele admite seus sentimentos por ela e fere seus genitais. Ela e Jess vão falar com a namorada de Tyson, mas são expulsos da propriedade da escola. Murphy posteriormente convence Felix a realizar um evento de divulgação na escola para que ela possa ter acesso. Max tenta romper as paredes emocionais de Murphy, então ela o expulsa. Darnell tenta dar parte do dinheiro que está coletando para a mãe de Tyson, mas ela se recusa a aceitar. Felix está nervoso em se dirigir aos alunos, mas descobre que pode se conectar com eles quando finge ser cego. Murphy encontra os amigos de Keira e descobre que ela não está indo a escola. Ela então faz sexo com um professor, que acidentalmente expõe o engano de Felix e o humilha publicamente. Murphy compensa o constrangimento oferecendo um cigarro a Félix e encorajando-o a começar a levantar-se sozinho. Dean tenta ajudar Chloe a lidar com seu primeiro período; Keira visita Murphy e revela que Tyson a traiu com uma garota chamada Jamie e fornece seu endereço. Murphy encontra Max no bar e decide que ela de fato quer sair com ele.                                                                                          |                           |                   |                             |                     |                             |
| 4 | "The Graduate"            | Patricia Cardoso  | Yael Zinkow                 | 25 de abril de 2019 | 0.75                        |
| 5 | "The Feels"               | Ingrid Jungermann | Deagan Fryklind             | 2 de maio de 2019   | 0.50                        |
| 6 | "Tyson"                   | Ryan McFaul       | David Babcock               | 9 de maio de 2019   | 0.51                        |
| 7 | "The One That Got Away"   | Anna Mastro       | [yan Knighton               | 16 de maio de 2019  | 0.52                        |
| 8 | "Jessica Rabbit"          | Kyra Sedgwick     | Eric Randall                | 23 de maio de 2019  | 0.60                        |
| 9 | "Deal or No Deal"         | Steve Tsuchida    | Kara Brown                  | 30 de maio de 2019  | 0.60                        |
| 10 | "Bait and Switch"         | Randy Zisk        | Louisa Levy                 | 6 de junho de 2019  | 0.60                        |
| 11 | "I Woke Up Like This"     | David Grossman    | Kara Brown                  | 13 de junho de 2019 | 0.64                        |
| 12 | "Rollin' with the Homies" | Janice Cooke      | Flint Wainess & Yael Zinkow | 20 de junho de 2019 | 0.60                        |
| 13 | "It's Always Been You"    | Corinne Kingsbury | Corinne Kingsbury           | 27 de junho de 2019 | 0.63                        |

### Season 2 (2020)
| N.º | Título                           | Dirigido por                            | Escrito por       | Exibição original   | Audiência nos EUA (milhões) |
| --- | -------------------------------- | --------------------------------------- | ----------------- | ------------------- | --------------------------- |
| 1   | "All About the Benjamin"         | John Francis Daley & Jonathan Goldstein | Corinne Kingsbury | 16 de abril de 2020 | ASD                         |
| 2   | "Cross My Heart and Hope To Lie" | Brian Dannelly                          | Yael Zinkow       | 23 de abril de 2020 | ASD                         |

## Lançamento

### Transmissão
In the Dark estreou no The CW às 21h00 em 4 de abril de 2019.

## Recepção

### Resposta  da crítica
No site agregador de críticas Rotten Tomatoes, a série detém uma taxa de aprovação de 70% com base em 10 avaliações, com uma classificação média de 7,16/10. O consenso crítico do site diz: "Perry Mattfield é convincente como uma detetive amador em In the Dark, embora a série recicle tropos de mistério e o tratamento questionável de deficiências físicas podem deixar alguns espectadores com uma impressão sombria." Em Metacritic, tem uma pontuação média ponderada de 54 em 100, com base em 6 críticos, indicando "revisões mistas ou médias".

### Audiência
| №  | Título                    | Exibição original   | Rating/share (18–49) | Audiência (em milhões) | DVR (18–49) | Audiência em DVR (milhões) | Total (18–49) | Audiência total (em milhões) |
| -- | ------------------------- | ------------------- | -------------------- | ---------------------- | ----------- | -------------------------- | ------------- | ---------------------------- |
| 1  | "Pilot"                   | 4 de abril de 2019  | 0.2                  | 0,867                  | 0.1         | 0,35                       | 0.3           | 1,22                         |
| 2  | "Mommy Issues"            | 11 de abril de 2019 | 0.2                  | 0,722                  | 0.0         | 0,33                       | 0.2           | 1,05                         |
| 3  | "The Big Break"           | 18 de abril de 2019 | 0.2                  | 0,638                  | 0.0         | 0,35                       | 0.2           | 0,99                         |
| 4  | "The Graduate"            | 25 de abril de 2019 | 0.2                  | 0,747                  | 0.1         | 0,30                       | 0.3           | 1,05                         |
| 5  | "The Feels"               | 2 de maio de 2019   | 0.1                  | 0,502                  | TBA         | 0,27                       | TBA           | 0,77                         |
| 6  | "Tyson"                   | 9 de maio de 2019   | 0.1                  | 0,512                  | 0.1         | 0,25                       | 0.2           | 0,80                         |
| 7  | "The One That Got Away"   | 16 de maio de 2019  | 0.2                  | 0,523                  | 0.0         | 0,33                       | 0.2           | 0,85                         |
| 8  | "Jessica Rabbit"          | 23 de maio de 2019  | 0.2                  | 0,597                  | 0.0         | 0,30                       | 0.2           | 0,90                         |
| 9  | "Deal or No Deal"         | 30 de maio de 2019  | 0.1                  | 0,579                  | 0.1         | 0,27                       | 0.2           | 0,85                         |
| 10 | "Bait and Switch"         | 6 de junho de 2019  | 0.1                  | 0.595                  | 0.1         | 0,32                       | 0.2           | 0,92                         |
| 11 | "I Woke Up Like This"     | 13 de junho de 2019 | 0.1                  | 0.637                  | 0.1         | 0,23                       | 0.2           | 0,87                         |
| 12 | "Rollin' with the Homies" | 20 de junho de 2019 | 0.2                  | 0,604                  | 0.0         | 0,29                       | 0.2           | 0,89                         |
| 13 | "It's Always Been You"    | 27 de junho de 2019 | 0.2                  | 0,626                  | 0.0         | 0,30                       | 0.2           | 0,93                         |